# Priechod
Priechod – wieś (obec) na Słowacji położona w kraju bańskobystrzyckim, w powiecie Bańska Bystrzyca. Znajduje się u południowego podnóża Starohorskich Wierchów. Pierwsze wzmianki o miejscowości pochodzą z roku 1340.
Według danych z dnia 31 grudnia 2010, wieś zamieszkiwało 926 osób, w tym 473 kobiet i 453 mężczyzn.
W 2001 roku rozkład populacji względem narodowości i przynależności etnicznej wyglądał następująco:

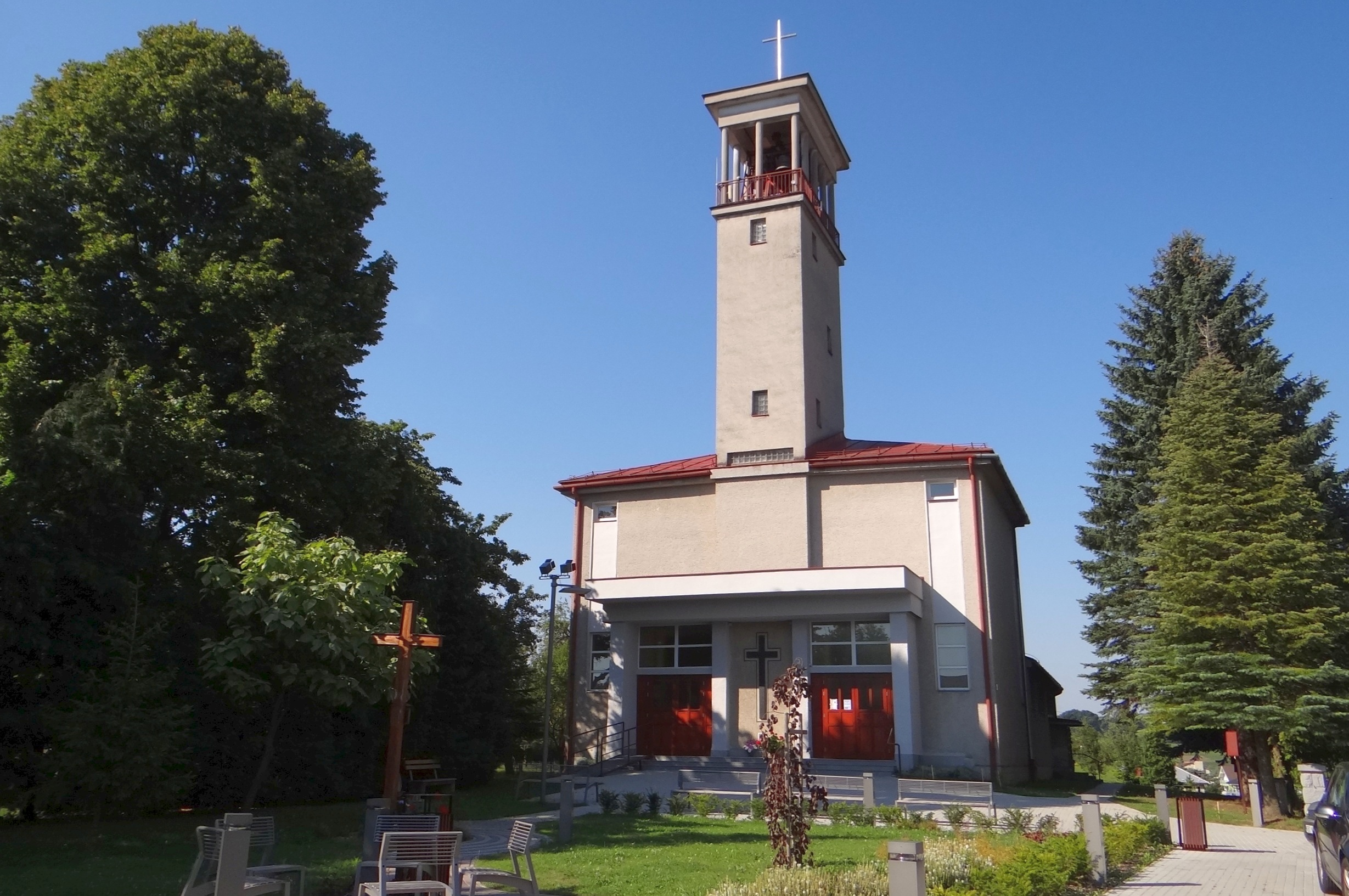
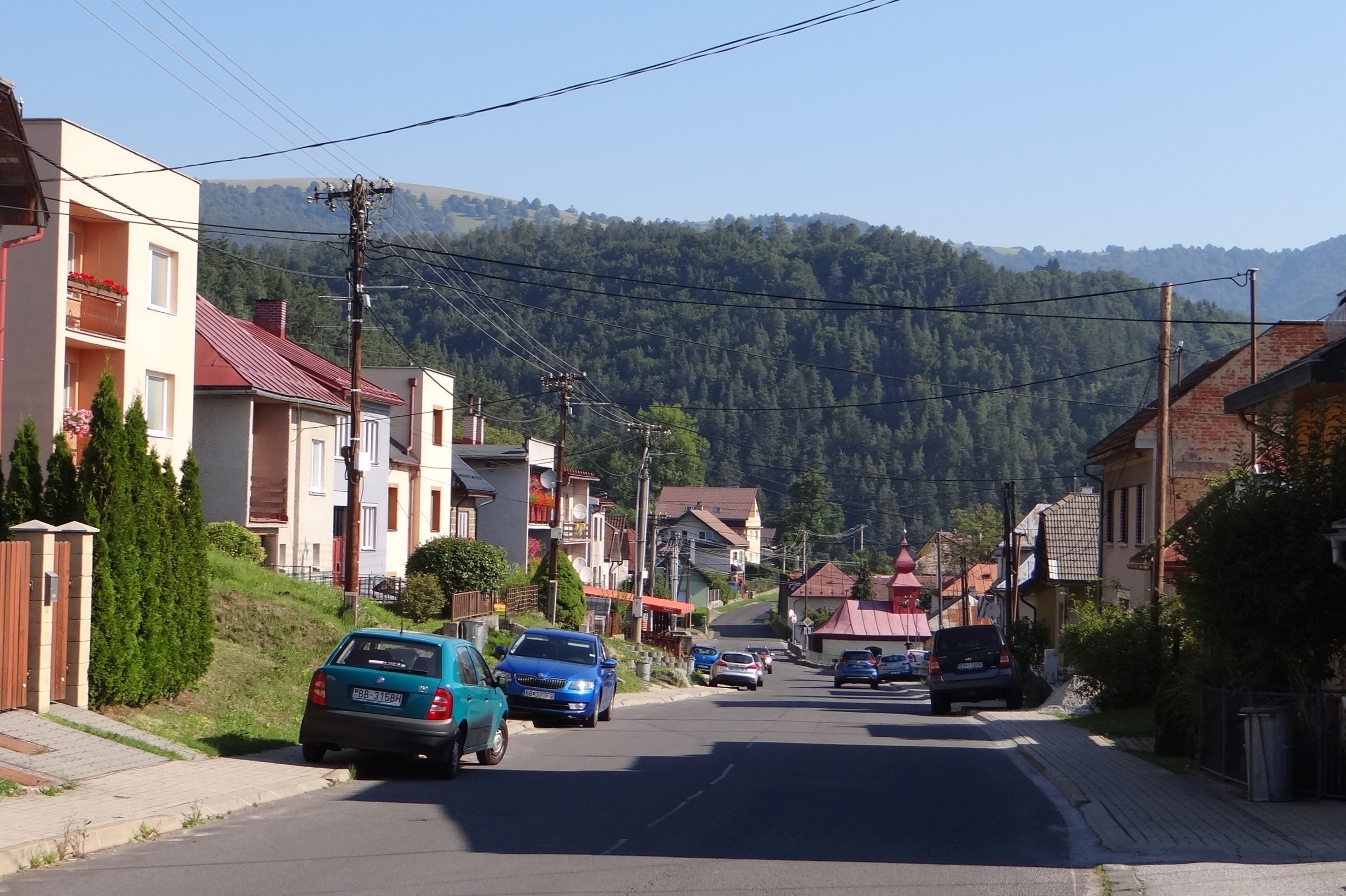
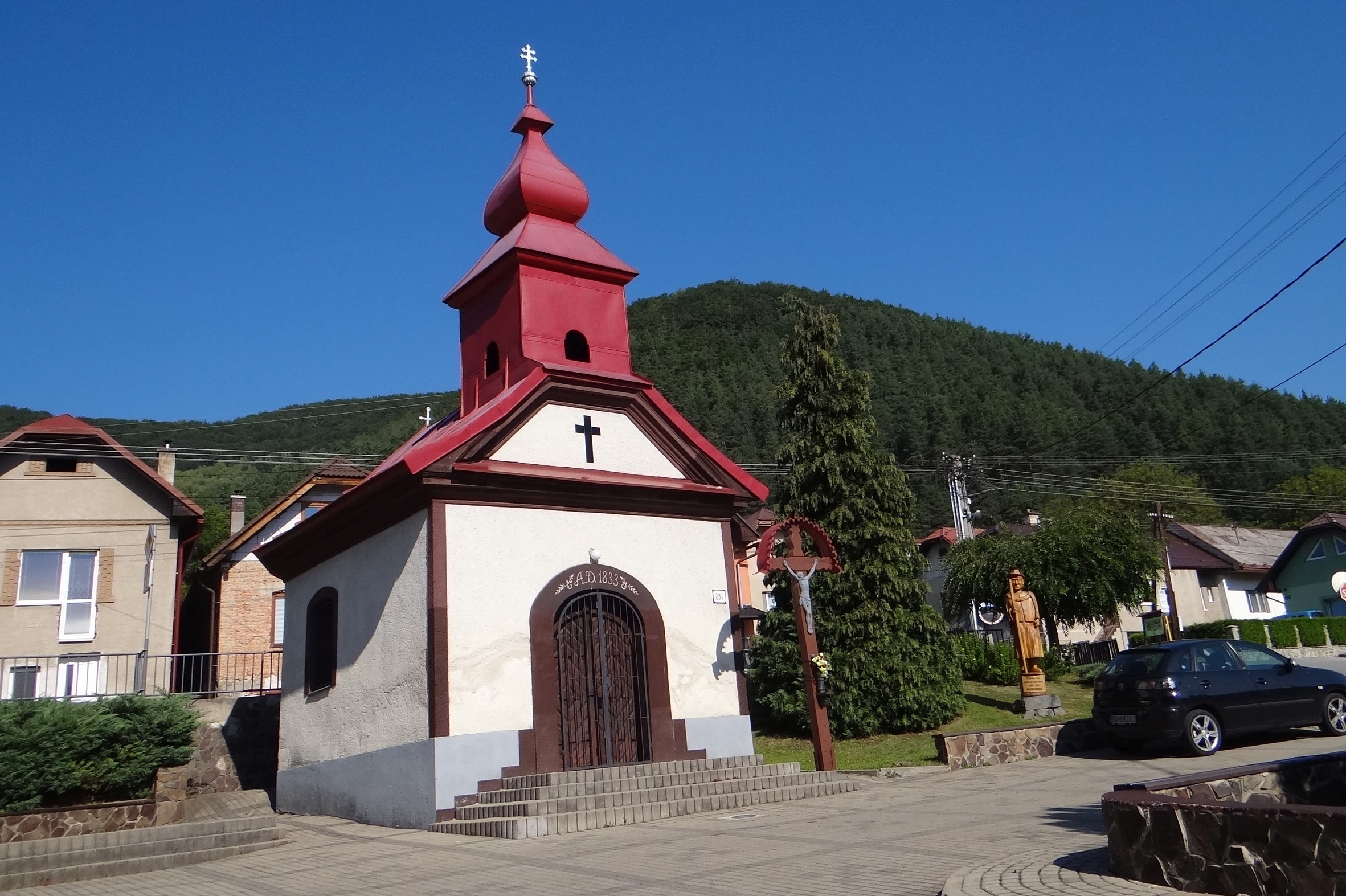
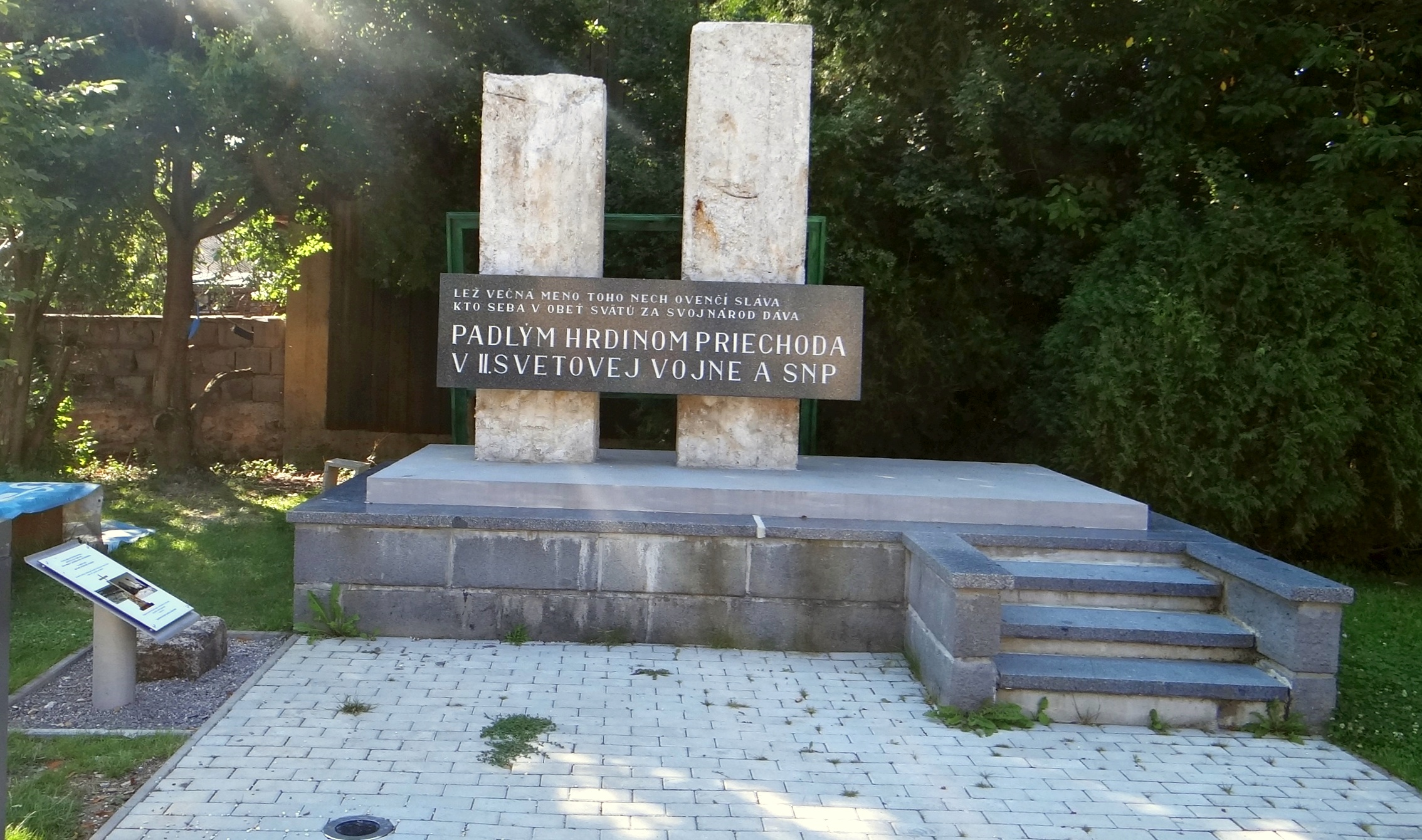

- Słowacy – 98,90%
- Niemcy – 0,44%
- Polacy – 0,22%
- Węgrzy – 0,11%